# Iván Flores
Iván Alberto Flores García (Puerto Montt, 15 de junio de 1955) es un médico veterinario y político chileno, militante del Partido Demócrata Cristiano (PDC). Desde marzo de 2022, se desempeña como senador de la República en representación de la Circunscripción 12, Región de Los Ríos, periodo legislativo 2022-2030.
Desde 2014 hasta 2018 se desempeñó como diputado de la República en representación del antiguo distrito n° 53 de la misma región. Luego, ejerció el mismo cargo pero en representación del nuevo distrito n° 24, durante el periodo 2018-2022; en dicha ocasión ejerció como presidente de la Cámara de Diputados entre marzo de 2019 y abril de 2020.
Anteriormente, bajo el gobierno del presidente Eduardo Frei Ruiz-Tagle fue gobernador provincial de Valdivia (1998-2000); luego concejal de la comuna de Valdivia (2000-2007) y por último —durante la primera administración de la presidenta Michelle Bachelet— fungió como intendente de la región de Los Ríos (2007-2009).

## Biografía

### Familia y estudios
Nació el 15 de junio de 1955, en Puerto Montt, hijo de Belisario Flores Cuellar y Elena García Quintana. Está casado desde 1983 con la profesora Marta Andrea Larraín Grosolli, con quien es padre de una hija; Xiomara Andrea.
Estudió medicina veterinaria en la Universidad Austral de Chile, titulándose en 1978, con la tesis: Determinación del flujo sanguíneo hepático en ovinos, mediante la prueba de Bromosulftaleína (BSP). Luego, entre 1990 y 1998, realizó un magíster de desarrollo rural en la misma casa de estudios.
A nivel de posgrado, posee cursos y trabajos técnicos en áreas de planificación, desarrollo local, desarrollo regional, salud pública, salud animal, producción animal, desarrollo urbano y otros realizados en países de Latinoamérica como México, Guatemala, Honduras, así también como en Estados Unidos y Japón. Es candidato a magíster en desarrollo rural.

### Actividades laborales
Profesionalmente, entre 1979 y 1986, fue miembro del Equipo Técnico del «Proyecto de Desarrollo Regional-Prodero» en calidad de consultor en Honduras. Simultáneamente, entre 1981 y 1982 se desempeñó como director regional del «Programa de Sanidad Animal-PSA» en el mismo país y al año siguiente, fue director regional occidente del «Programa de Producción Animal». En 1987, tuvo el cargo de jefe técnico del «Programa Nacional de Fomento de Producción Bovina y Sanidad Animal-Profogasa», también en Honduras.
A partir de 1990 y hasta 1998, trabajó en el comercio detallista en la ciudad de Valdivia, mientras que entre 2000 y 2004, fue presidente del directorio de la Sociedad Valdicor Ltda.; y entre junio de 2004 y abril de 2007, fue gerente general de la Sociedad Desarrollo Urbano Valdicor Limitada.
También, entre 2010 y 2013 se desempeñó como director de Relaciones Nacionales-Regionales en la Universidad Austral de Chile.

## Trayectoria política

### Gobiernos de la Concertación

#### Delgado y gobernador provincial de Valdivia
A nivel de cargos en la administración pública, entre 1994 y 1998 fue delegado provincial de las Secretaría de Planificación del Ministerio de Planificación en la provincia de Valdivia, A su vez, entre 1994 y 1998 se desempeñó como delegado provincial del Servicio de Vivienda y Urbanización (Serviu) en la misma provincia; y, entre 1998 y 2000 fue gobernador de la provincia de Valdivia.
Durante el gobierno del presidente Ricardo Lagos, entre 2000 y 2004, retomó su función como delegado provincial del Serviu.

#### Concejal de Valdivia
En las elecciones municipales de 2000 postuló al cargo de concejal de la Municipalidad de Valdivia, en las cuales resultó electo, ejerciendo el la labor por el periodo 2000-2004 e inmediatamente en un segundo periodo, entre 2004 y 2008, luego de su reelección en las municipales de 2004.

#### Intendente de Los Ríos
En abril de 2007 le fue encomendada la labor de ser delegado presidencial para la creación de la nueva Región de Los Ríos, debiendo abandonar la gestión edilicia en Valdivia. Entre octubre de ese año y octubre de 2009, fue nombrado como el primer intendente de dicha reciente región.

### Diputado

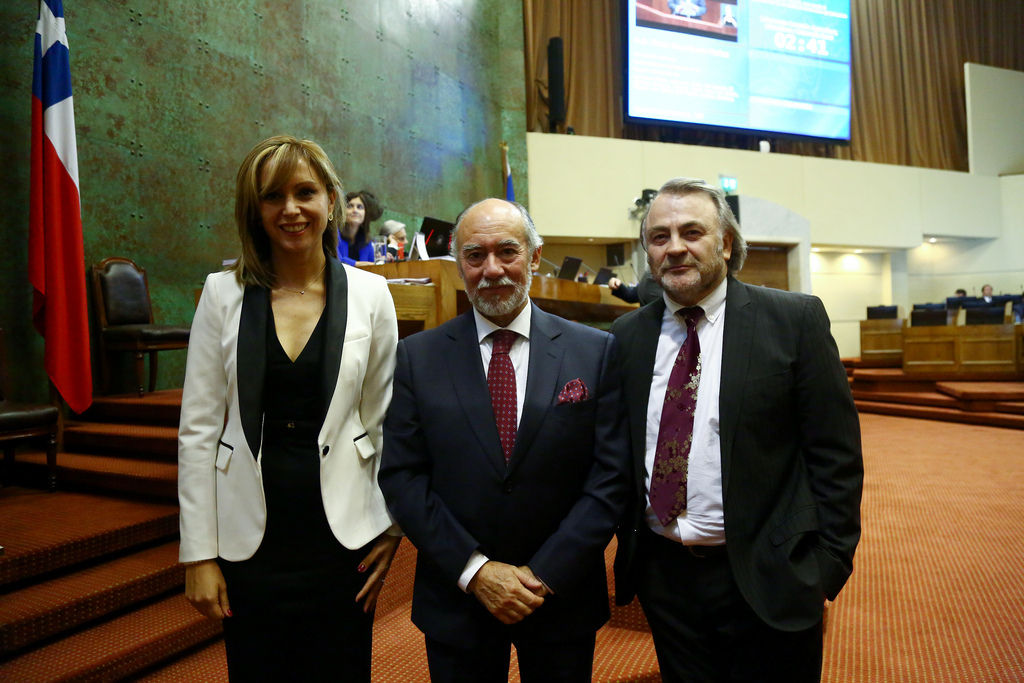
Iván Flores (al centro) junto a los vicepresidentes de la Cámara de Diputados Loreto Carvajal (izquierda) y Pepe Auth (derecha), 2019.

En agosto de 2013, triunfó en las elecciones primarias de la coalición Nueva Mayoría para postular a un cupo a diputado por el entonces distrito n° 53 de la Región de los Ríos. En las elecciones parlamentarias de ese año, resultó electo como diputado por el periodo legislativo 2014-2018.
Asumió el 11 de marzo de 2014, e integró las Comisiones Permanentes de Pesca, Acuicultura e Intereses Marítimos; Relaciones Exteriores, Asuntos Interparlamentarios e Integración Latinoamericana; y Agricultura, Silvicultura y Desarrollo Rural.
En las elecciones parlamentarias de 2017, fue reelecto como diputado en representación del distrito n° 24 (Región de Los Ríos), dentro del pacto Convergencia Democrática, por el período 2018-2022).
En esta ocasión presidió la Comisión Permanente de Seguridad Ciudadana, e integró la Comisión Permanente de Agricultura, Silvicultura y Desarrollo Rural; y la de Economía, Fomento; Micro, Pequeña y Mediana Empresa; Protección de los Consumidores y Turismo.
Fue elegido como presidente de la Cámara de Diputados, función que ejerció desde el 19 de marzo de 2019 hasta el 7 de abril de 2020. Integraron su mesa directiva los diputados del Partido por la Democracia (PPD); Loreto Carvajal como primera vicepresidenta y Pepe Auth en la segunda vicepresidencia.

### Senador
En agosto de 2021, inscribió su candidatura al Senado, representando a su partido, dentro del pacto «Nuevo Pacto Social», por la Circunscripción 12 de la Región de Los Ríos, por el periodo 2022-2030. En las elecciones parlamentarias de noviembre de ese año, resultó electo al obtener 21.153 votos, correspondientes al 14,23% del total de los sufragios válidamente emitidos. Asumió el cargo el 11 de marzo de 2022, y desde el 23 de marzo de ese mismo año, pasó a integrar las comisiones permanentes de Salud y Agricultura. Lo propio hizo desde el 6 de abril en la comisión permanente de Transportes y Telecomunicaciones.

## Controversias

### Dichos sobre el aborto
El 16 de marzo de 2016, mientras se estaba llevando a cabo en la Cámara de Diputados un debate sobre el proyecto que buscaba despenalizar el aborto por 3 causales, generó polémica en la opinión pública, tras decir que ''una mujer violada no está en libertad de pensar libremente''. Sus dichos fueron reprochados, por considerarse especialmente misóginos.

## Historial electoral

### Elecciones municipales de 2000
- Elecciones municipales de 2000 para la comuna de Valdivia.[6]

### Elecciones municipales de 2004
- Elecciones municipales de 2004, para el Concejo Municipal de Valdivia.[7]

### Elecciones parlamentarias de 2013
- Elecciones parlamentarias de 2013, candidato a diputado por el distrito 53 (Corral, Lanco, Máfil, Mariquina y Valdivia).[8]

### Elecciones parlamentarias de 2017
- Elecciones parlamentarias de 2017, candidato a diputado por el distrito 24 (Corral, Futrono, La Unión, Lago Ranco, Los Lagos, Máfil, Mariquina, Paillaco, Panguipulli, Río Bueno y Valdivia)[9]

### Elecciones parlamentarias de 2021
- Elecciones parlamentarias de 2021, candidato a senador por la Circunscripción 12, Región de Los Ríos[10]